# Церква святої великомучениці Параскеви (Більче-Золоте)
Церква святої великомучениці Параскеви в Більче-Золотому — парафія і храм греко-католицької громади Борщівського деканату Бучацької єпархії Української греко-католицької церкви в селі Більче-Золоте Чортківського району Тернопільської области.

## Історія церкви
Історичні джерела свідчать, що в старій частині села Більче-Золоте, на «Доброкуті», нова мурована церква була збудована у 1899 році. У селі діяли дві церкви: Святої Великомучениці Параскеви та Святого Архистратига Михаїла.
Незважаючи на переслідування влади, о. Микола Бибик таємно проводив богослужіння за греко-католицьким обрядом до 1964 року, хоча з 1946 року парафія вже була примусово підпорядкована російському православ'ю. При церкві в будинку князів Сапегів функціонувала «захоронка» для дітей, якою опікувалися сестри Служебниці. Також на парафії діяла читальня «Просвіта», заснована парохом, при якій були аматорський гурток, хор та оркестр.
Під час Другої світової війни церква Святого Архистратига Михаїла в центрі села була зруйнована. Тому церква Святої Великомучениці Параскеви на «Доброкуті» стала єдиною духовною святинею. У радянський період, коли храми в навколишніх селах були закриті, сюди сходились віряни з чотирьох сіл: Мишкова, Мушкарева, Монастирки та Блищанки.
До 1990 року парафія і храм перебували в підпорядкуванні РПЦ. У 2000 році була утворена греко-католицька парафія.
При парафії діє братство «Апостольство молитви».

## Парохи
- о. Омелян Глібовицький (1889—1893)[1][2],
- о. Іван Крвавич (до 1934),
- о. Гаврилів,
- о. Микола Бибик,
- о. Антон Федоляк (2003—2006),
- о. Володимир Капуста (2006—2009),
- о. Василь Пасовистий (адміністратор з 2009 року і донині).